# Moldawisches Nationalballett Joc

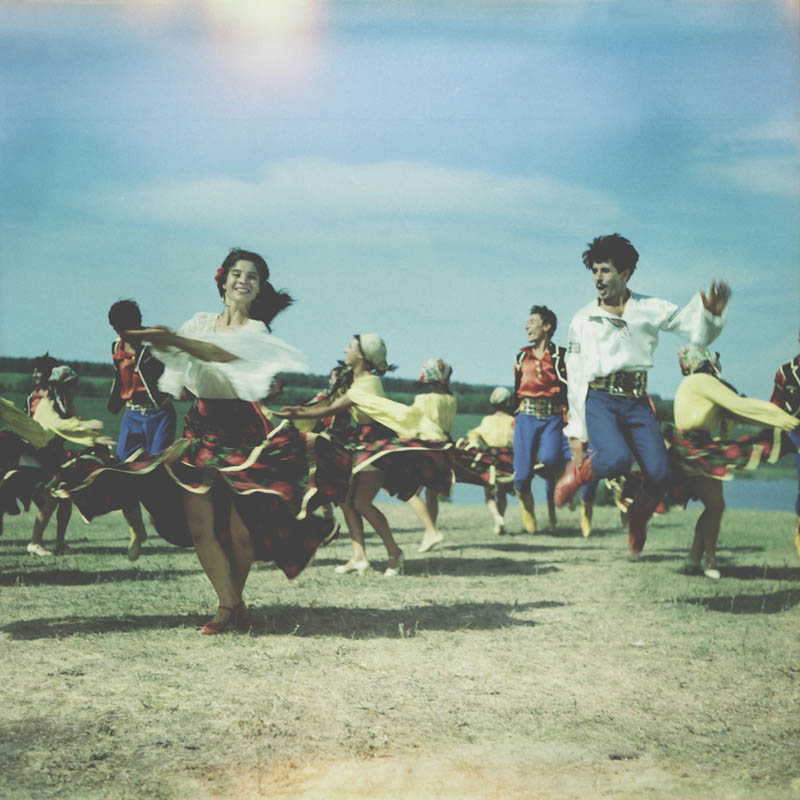
Das Nationalballett vor seiner USA-Tour 1967

Das Moldawische Nationalballett Joc (offiziell: Baletul Național al Moldovei „Joc"; früher: Ansamblul Național Academic de Dansuri Populare „Joc”) ist eine professionelle Volkstanzeinrichtung der Republik Moldau. 

## Geschichte

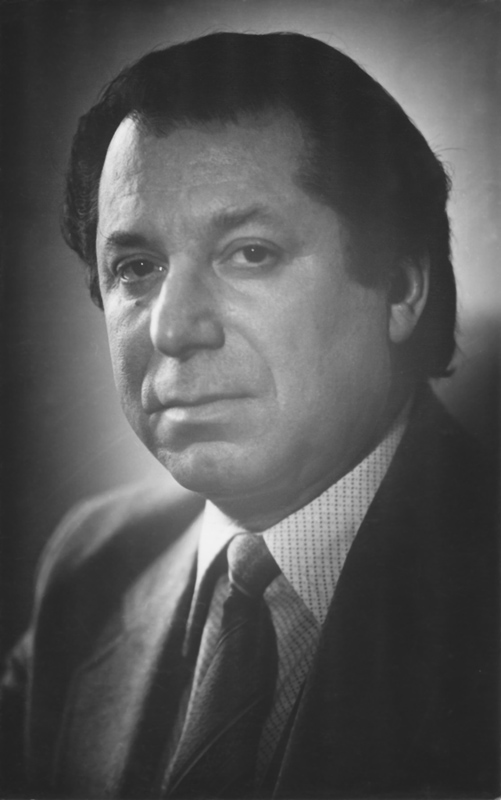
Vladimir Curbet

Das Ensemble wurde am 23. August 1945 von Leonid Leonardi, Leonid Zalțman und vom in Russland geborenen Choreografen Igor Alexandrowitsch Moissejew in Chișinău gegründet. In den Jahren 1954 bis 1955 war Tankho Israelov der Leiter des Tanzensembles. Von 1958 bis 2017 trat seine Nachfolge Vladimir Curbet an, der sowohl das Repertoire des Ensembles prägte und perfektionierte. Curbet war Ethnograph, Folklorist und Künstler mit enzyklopädischer Ausbildung. Im Laufe der gab man mehr als 7.000 Aufführungen in rund 65 Ländern, darunter in Rumänien, Russland, Frankreich, Belgien, Italien, Bulgarien, Deutschland, Österreich, Brasilien, Ägypten, Kanada, Portugal, Spanien und Tschechien. Das Moldawische Nationalballett Joc ist ein integraler Bestandteil der nationalen Folklore Moldawiens. Seit 2017 trägt das Ensemble den Namen Baletul Național al Moldovei „Joc".

## Repertoire
Das Repertoire des Balletts umfasst Volkstänze, die die Rituale, Traditionen und spezifischen Trachten Moldawiens und Rumäniens zeigen, u. a. „Moldoveneasca“, „Brîul“, „Țărăneasca“, „Bătuta“, „Călușarii“, „Hora“, „Crăițele“, „Hangul“, „Mărunțica“, „Răzeșească“. Darüber hinaus hat das Ensemble eine Reihe von choreografischen Suiten geschaffen.

## Auszeichnungen
- 1953: 1. Platz bei den 4. Weltfestspielen der Jugend und Studenten[3]
- 1955: Verdienstvolles Ensemble der Moldawischen SSR[3]
- 1968: Lenin-Komsomol-Preis[3]